# Giovanni da Palazzo
Giovanni da Palazzo (XII secolo – Palazzolo sull'Oglio, 5 agosto 1212) è stato un vescovo cattolico italiano.

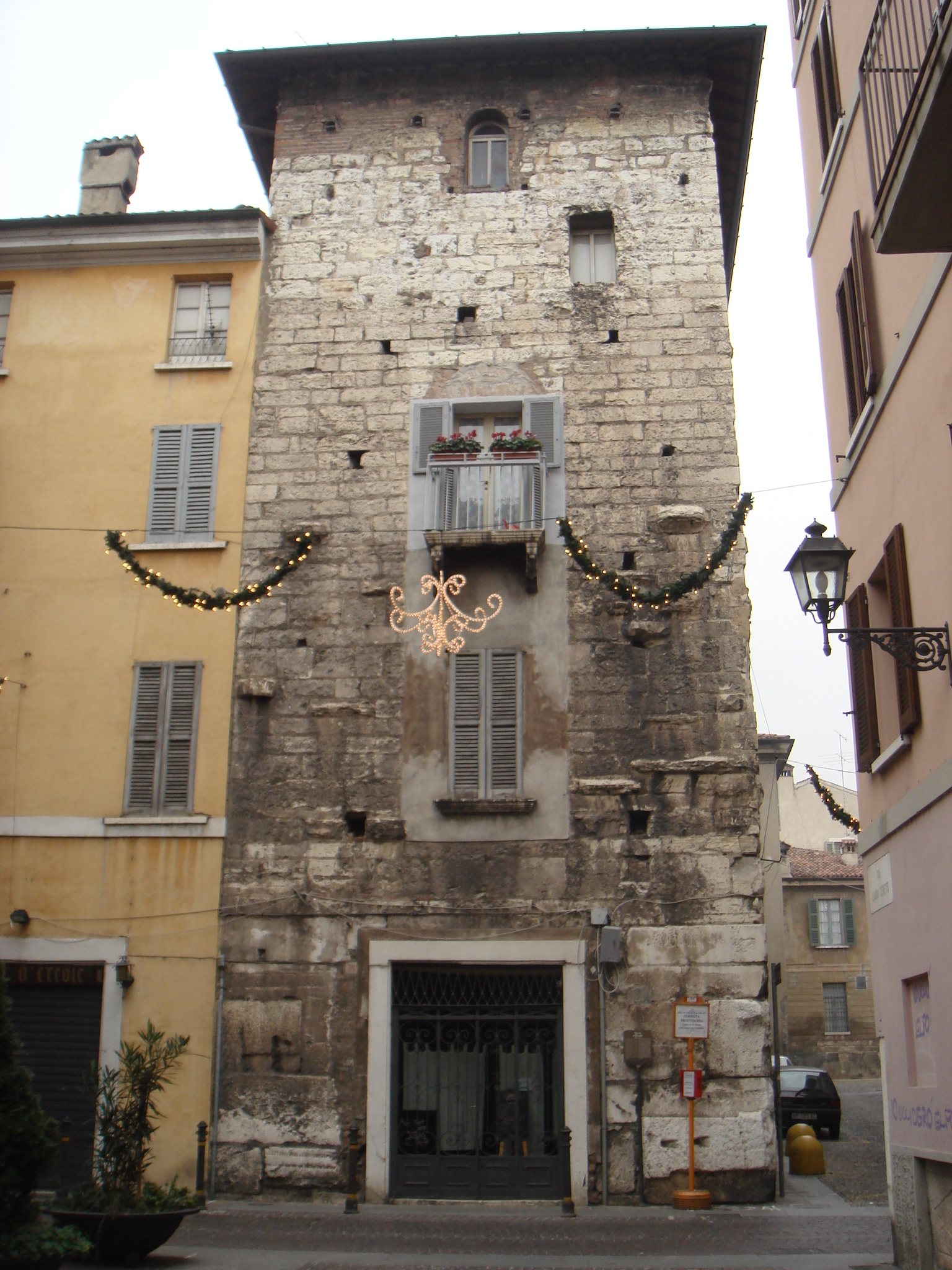
Brescia, Torre Palazzi.

Appartenente alla nobile famiglia Palazzi, fu vescovo di Brescia dal 1195 al 1212.

## Stemma
D'oro, a tre pali di rosso.